# Acostemma bicolorata
Acostemma bicolorata är en insektsart som beskrevs av Evans 1954. Acostemma bicolorata ingår i släktet Acostemma och familjen dvärgstritar. Inga underarter finns listade i Catalogue of Life.